# Museo de Arte Moderno de São Paulo
El Museo de Arte Moderno de São Paulo (en portugués, Museu de Arte Moderna de São Paulo o, abreviadamente, MAM), ubicado en el Parque do Ibirapuera, en São Paulo, es uno de los más importantes museos de arte moderno de Brasil.
Creado en 1948, por el industrial y mecenas italo-brasileño Francisco Matarazzo Sobrinho (Ciccillo Matarazzo) y su esposa, la aristócrata paulista Yolanda Penteado, el Museo de Arte Moderno de São Paulo, fue una de las primeras instituciones de producción artística moderna en el país.
El modelo de museo que siguió fue el del MoMA de Nueva York, entonces presidido por Nelson Rockefeller, que dio instrucciones y obras para la nueva fundación.
Los estatutos generales del nuevo MAM preveían la constitución de una entidad dedicada al incentivo del gusto artístico del público, de todas las formas que fueran consideradas convenientes, en el campo de las artes plásticas, de la música, de la literatura y del arte en general. Componían el consejo de administración, entre otros, los arquitectos Vilanova Artigas y Luís Saia y los críticos Sérgio Milliet y Antônio Cândido.
Antes de su inauguración oficial, al año siguiente en 1948, el MAM exponía su incipiente colección en una sede provisional, en la calle Caetâno Pinto, la dirección de Metalúrgica Matarazzo. 

## La colección
En la colección hay piezas de Anita Malfatti, Aldo Bonadei, Alfredo Volpi, Emiliano Di Cavalcanti, José Antonio da Silva, Joan Miró, Alfred Barye, Marc Chagall, Mario Zanini, Pablo Picasso y Raoul Dufy, entre otros. La mayoría pertenecía a la colección particular de Matarazzo y su esposa.

## La exposición inaugural del museo
La exposición inaugural del MAM, titulada Del figurativismo a la abstracción, profundizó una discusión que ya comenzó años antes, sobre la oposición entre el arte figurativo (de representación de la naturaleza), considerada ya retrógrada, y el arte abstracto (subjetivo), se surgirá dos décadas antes en Europa, y considerada la vanguardia de las artes plásticas. 
Organizada por el director del museo de la época, el crítico de arte belga Léon Degand, la muestra reunía 95 obras, sobre todo de artistas europeos – ya que problemas financieros impedirían la llegada de trabajos originarios de los Estados Unidos.
Pudieron ser vistos en esta exposición, nombres como Jean Arp, Alexander Calder, Waldemar Cordeiro, Robert Delaunay, Wassily Kandinsky, Francis Picabia y Victor Vasarely. Todos abstractos.